# Julia Shannon
Julia Shannon (1812 ca. – San Francisco, 1852 ca.) è stata una fotografa statunitense, fu la prima donna professionista in California e probabilmente l'unica donna che esercitò a San Francisco.

## Biografia
Non conosciamo il suo nome di nascita né la sua famiglia, sappiamo che nacque in Inghilterra verso il 1812 e che probabilmente nel 1832 si era sposata con Joseph Shannon, nato intorno al 1796. Non sono noti neppure i motivi che spinsero i coniugi ad emigrare in America. Dapprima vissero a New York, dove nacquero i loro tre figli: Alfred nel 1833, Maria (1835-1890) e Isabel nel 1840, dopodiché si trasferirono a San Francisco nel 1848 o 1849.
Da chi avesse imparato il mestiere di fotografa non è noto, specializzandosi nella dagherrotipia, allora in voga, ma nel 1850, in piena corsa all'oro pubblicò l'annuncio nel numero di gennaio del giornale "San Francisco Alta":
"Avviso - Dagherrotipi eseguiti da una signora - Coloro che desiderano avere una buona somiglianza sappiano che possono ottenerli di eccellente qualità, e anche da una vera signora dal vivo, in Clay St., di fronte al St. Francis Hotel, a un costo molto ragionevole. Chiamatela, signori".
Questa pubblicità colloca Shannon a San Francisco meno di un anno dopo l'arrivo del primo fotografo della città, Richard Carr, e intende chiaramente sfruttare il valore di novità dello status di Shannon come fotografa donna. In verità, negli elenchi locali di San Francisco nel 1850 compariva un'altra donna, ma era una "fotocolorista" che lavorava presso lo studio del poliedrico pseudoscienziato e dagherrotipista Frederick Coombs, menzionata in una pubblicità del Daily Herald. Ciò farebbe presupporre che Shannon fosse l'unica donna dagherrotipista della città.
La seconda donna fotografa professionista, documentata in città, fu Amanda M. Genung di Stockton, una dagherrotipista che aprì un negozio a San Francisco solo nel 1860 fino al 1861 quando anche lei scomparve.
Da un successivo annuncio pubblicitario nello stesso giornale risulta che Shannon svolgeva anche la professione di ostetrica Il "San Francisco City Directory" del settembre 1850 la cita sia come ostetrica che dagherrotipista.
Uno spaventoso incendio, nel 1851, distrusse un quarto della città e bruciò anche le due case che Shannon possedeva in città che erano state valutate 7 000 dollari (l'equivalente di oltre 400 000 dollari nel 2015), indicando con ciò che la donna era benestante. Purtroppo nessuno dei suoi dagherrotipi sembra sia sopravvissuto all'incendio. Inoltre, non ci sono pervenute notizie o registrazione di lei dopo il censimento del 1852 né a San Francisco né altrove.